# Lunellia rubra
Lunellia rubra là một loài thực vật có hoa trong họ Mã đề. Loài này được (Douglas ex Hook.) Nieuwl. mô tả khoa học đầu tiên năm 1914.